# Macrophycis malazella
Macrophycis malazella är en fjärilsart som beskrevs av Pierre E.L. Viette 1964. Macrophycis malazella ingår i släktet Macrophycis och familjen mott. Inga underarter finns listade i Catalogue of Life.